# Festival Lumière 2016
Le Festival Lumière 2016 est la huitième édition du Festival Lumière.

## Déroulement et faits marquants
La huitième édition du festival a eu lieu du 8 au 16 octobre 2016 avec 160 500 festivaliers qui ont assisté à 397 séances dans 60 lieux de la métropole lyonnaise. La durée de l'événement passe de 7 à 9 jours, du samedi au dimanche de la semaine suivante.
C'est l'année de création du Prix Fabienne Vonier, consacré aux « femmes de cinéma ».
Le prix Lumière 2013 Quentin Tarantino revient à Lyon pour présenter une sélection de films des années 70, ainsi que pour une master class à l'Auditorium. 

### Prix Lumière
Le prix Lumière est remis à Catherine Deneuve, première femme récipiendaire du trophée, le vendredi 14 octobre, par Roman Polanski, avant la projection du film Le Sauvage de Jean-Paul Rappeneau,.

### Rétrospectives
- Histoire permanente des femmes cinéastes : Dorothy Arzner

### Événements
- Soirée d'ouverture : projection du film Butch Cassidy et le Kid (1969) de George Roy Hill
- Séance de clôture : projection du film Indochine (1992) de Régis Wargnier avec la présentation de l'actrice principale Catherine Deneuve
- Séance jeune public : projection du film Le Géant de fer (1999) de Brad Bird
- Nuit Bande de potes - Quatre films sélectionnés : L'aventure c'est l'aventure (1972) de Claude Lelouch , Very Bad Trip (2009) de Todd Phillips, Mes meilleurs copains (1989) de Jean-Marie Poiré et Les Bronzés font du ski (1979) de Patrice Leconte
- Le distributeur français Malavida Films a restauré et regroupé plusieurs des Alice Comedies non protégés par un copyright dans un moyen métrage présenté au festival avant une distribution en salles[4].
- Quatrième édition du Marché du film classique

### Prix
- 3e Prix Raymond Chirat : Paul Vecchiali[5]
- 5e Prix Bernard Chardère : Michel Ciment[6]
- 1er Prix Fabienne Vonier : Margaret Menegoz et Régine Vial[1]
- 3e Prix des Lycéens : Sherlock Junior (1924) réalisé par Buster Keaton